# 于仲文
于仲文（545年—613年），字次武，河南郡洛阳县（今河南省洛阳市东）人，北周、隋朝官员。

## 北周时期
他是北周八柱国之一謹之孙，于寔之子，自幼从博士李祥学《周易》、《三礼》，当时号为名公子。
初在北周任赵王宇文招属官，不久迁任安固郡太守。后征为御正下大夫，封延寿郡公，累勋授仪同三司。北周宣帝时，为东郡太守。北周大象二年（580年），杨坚为丞相，尉迟迥在益州起兵，派人招降于仲文，于仲文拒绝，击破迥所派大将宇文威之军，以此军功授予他开府。尉迟迥又派宇文胄和宇文威、邹绍两路大军攻打东郡（今河南滑县），郡人赫连僧伽、敬子哲率众投敌，仲文不能抵御，抛弃妻儿，带领六十馀亲卫骑兵，开城西门出逃，为敌军所追，且战且行，所从骑兵战死者十七八，逃归京师长安，其三子一女城破被杀。杨坚接见他，赐彩五百段，黄金二百两，进位大将军，领河南道行军总管，到洛阳领兵征讨尉迟迥所属檀让部。
仲文领军至汴州之东倪坞，与迥将刘子昂、刘浴德等相遇，进击破之。进军至蓼堤，距离梁郡（今河南商丘）七里，檀让拥兵数万，诸将皆曰：“军自远来，士马疲敝，不可决胜。”仲文令三军快速吃完饭，列阵大战。先以弱师挑战。檀让全军来攻，仲文伪装败北，让军于是骄傲轻敌。仲文于是派精兵攻击敌左右翼，大败檀让军，俘虏五千馀人，斩首七百级。破敌后，诸将询问为何疲惫之军能打胜仗的原因，仲文笑曰：“吾所部将士皆山东人，果于速进，不宜持久。乘势击之，所以制胜。”进而攻打梁郡，尉迟迥守将刘子宽弃城而逃。仲文追击，擒斩数千人，子宽仅以身免。进击曹州（山东菏泽），获迥所署刺史李仲康及上仪同房劲。
檀让馀众驻屯城武（山东成武县），别将高士儒以万人驻屯永昌。仲文假传敌军文书给各州县道：“大将军至，可多储存粮食。”檀让以为仲文兵马不可能马上赶到，正在杀牛劳军。仲文侦查得知后，选精骑偷袭，一日便至，城武被攻破。尉迟迥大将席毗罗，领军十万，屯于沛县，将攻徐州。席毗罗的妻儿在金乡（山东金乡县）。仲文让人假装为席毗罗使者，骗金乡城主徐善净说：“檀让明日午时到金乡，将宣布蜀公（尉迟迥）命令，赏赐将士。”金乡人信以为然，很是高兴。仲文选取精兵，举着假造的尉迟迥旗帜，倍道而进。善净望见仲文军到来，以为是檀让，于是出城迎接谒，被仲文拿下，金乡遂被占领。诸将多劝仲文屠城，仲文说：“此城是席毗罗起兵之地，当宽宥其妻子，其兵自然会回归乡里。如果屠城，会让人绝望而死战。”众皆称善。于是席毗罗依仗着十万大军前来攻打官军，于仲文背考城墙结阵，又在前方数里的麻田中设伏。两军战阵合战时，伏兵拖着柴禾鼓噪发动，尘埃漫天，席毗罗军以为敌军势盛，军阵大溃散，仲文乘胜追击，贼皆投洙水而死，水流为之堵塞。檀让被俘，槛送京师，河南之地悉被平定。席毗罗躲在荥阳人家，被捉住斩首。勒石纪功，树碑于泗上。欧阳修《集古录》载《后周大象碑》即于仲文纪功碑，立于大象二年（580年）。

## 隋朝时期
于仲文回到京师后，受到杨坚设宴接见，被赐予杂彩千馀段，女子十人，拜柱国、河南道大行台。
隋文帝建立隋朝，于仲文受命率兵驻屯白狼塞以防御突厥，次年以他为行军元帅，率十二总管出击突厥汗国，遇到突厥部落，斩首千馀级，牲畜巨万。在金河分兵，派总管辛明瑾、元滂、贺兰志、吕楚、段谐等二万人出盛乐道，赶往那颉山。自己领军至护军川北，与突厥大军相遇，突厥可汗见他军容整肃，不战自退。仲文率精骑五千，跨过山脉追击，但无功而返。
隋文帝命于仲文勘录尚书省中事，他发现许多问题，皇帝嘉奖他明断。文帝每次忧虑江南货物转运京师的水陆交通不畅，仲文请求挖开渭水，开通漕运渠道。文帝认为此事可行，就让他总领其事。
开皇九年（589年），文帝开始伐陈之役，于仲文拜行军总管，隶属秦王杨俊，率水师自章山出汉口。陈郢州刺史荀法尚、鲁山城主诞法澄、邓沙弥等请降，杨俊皆令于仲文接纳。
开皇十年（590年），越州人高智慧起兵自立，作乱江南，于仲文复以行军总管讨之。当时三军缺乏粮食，米价很贵，仲文私卖军粮，被免职除名。次年恢复官爵，率兵驻屯马邑以防御突厥。数旬而罢。 
晋王杨广看中了于仲文的将领之才，命他监督晉王军府事。突厥入侵，杨广为元帅，以于仲文统领前军，大破突厥。仁寿年间，杨广被立为太子，于仲文成为太子右卫率。隋炀帝即位，大业元年（605年），为右翊卫大将军，掌管文武官员人选事。跟随隋炀帝西征吐谷浑，进位光禄大夫，很受皇帝信任。
大业八年（612年），炀帝东征高句丽，于仲文率一军征战乐浪道。在乌骨城（辽宁凤城边门镇），于仲文故意将数千赢弱的驴马牲畜放在大军后面，引诱高句丽守军出城抢夺，仲文转头回军，大破高句丽。军至鸭绿水（鸭绿江），高丽大将乙支文德诈降，进入隋军大营。仲文先前接到密旨，若遇高元及文德者，必擒之。现在乙支文德自投罗网，仲文想要将他关押起来，被时任慰抚使的尚书右丞刘士龙阻止。仲文只好放了乙支文德，但又马上后悔，派人骗文德说：“还有事情要讨论，你再来一趟。”文德不听，立即过河逃走。仲文派出精骑渡江追赶，多次赶上，但未能捉住乙支文德。文德遗留下一诗给于仲文：“神策究天文，妙算穷地理。战胜功既高，知足愿云止。”仲文回书劝说投降，文德烧了营栅退军。当时宇文述以大军粮尽，想要退兵，于仲文在军事会议上提议以精锐骑兵追赶文德的高句丽军，可以有战功。宇文述坚持不肯，仲文怒道：“将军仗十万之众，不能破小贼，何颜以见帝！且仲文此行也，固无功矣。”宇文述则厉声责问：“何以知无功？”仲文道：“昔日周亚夫为大将时，天子视察军队而军容不变。这是决断在于周亚夫一人，所以他能功成名就。今日各人各有心思，何以赴敌！”因当初炀帝认为于仲文有计划的才干，令诸军向他咨禀节度。宇文述等人只好不得已而听从，于是大军渡过鸭绿江继续前行。乙支文德见宇文述军中士兵多面带饥色，认为隋军缺粮，于是每次战斗就故意战败，引诱隋军追逐，拉长隋军的后勤线。七月，隋军东进至萨水，距离平壤城三十里，在山下扎营。乙支文德再次派使者诈降，称只要隋军退兵，就将国主高元送到炀帝面前。宇文述见士卒疲惫，平壤城险峻坚固难以攻下，乙支文德所言正中下怀，于是带着他的投降书退兵。在渡萨水时，高句丽军乘隋军半渡时，全力攻击其后军，隋九军三十万五千人于是大溃，不可禁止，一日一夜，连跑四百五十里，逃奔回鸭绿水对岸。回到辽东城的，只有二千七百人。炀帝大怒，宇文述等人除名为民。于仲文因坚持进兵，被诸将推为替罪羊，被下狱问罪。他在狱中忧愤发病，临终时才被放出，死于家中，时年六十八。
于仲文撰有《汉书刊繁》三十卷、《略览》三十卷。有子九人，欽明最知名。

## 延伸阅读
[在维基数据编辑]
 《隋書·卷60》，出自魏徵《隋书》
 《北史·卷023》，出自李延壽《北史》